# Sint-Nielskerk
De Sint-Nielskerk is een luthers kerkgebouw in Westerland op het Noord-Friese eiland Sylt. De kerk staat ook bekend onder de naam Dorpskerk en werd in 1634 gebouwd en in 1637 ingewijd. Het Godshuis draagt het patrocinium van Sint-Nicolaas (Niels is de afgekorte naam van Nicolaas). De dorpskerk is het oudste gebouw van Westerland.

## Inrichting

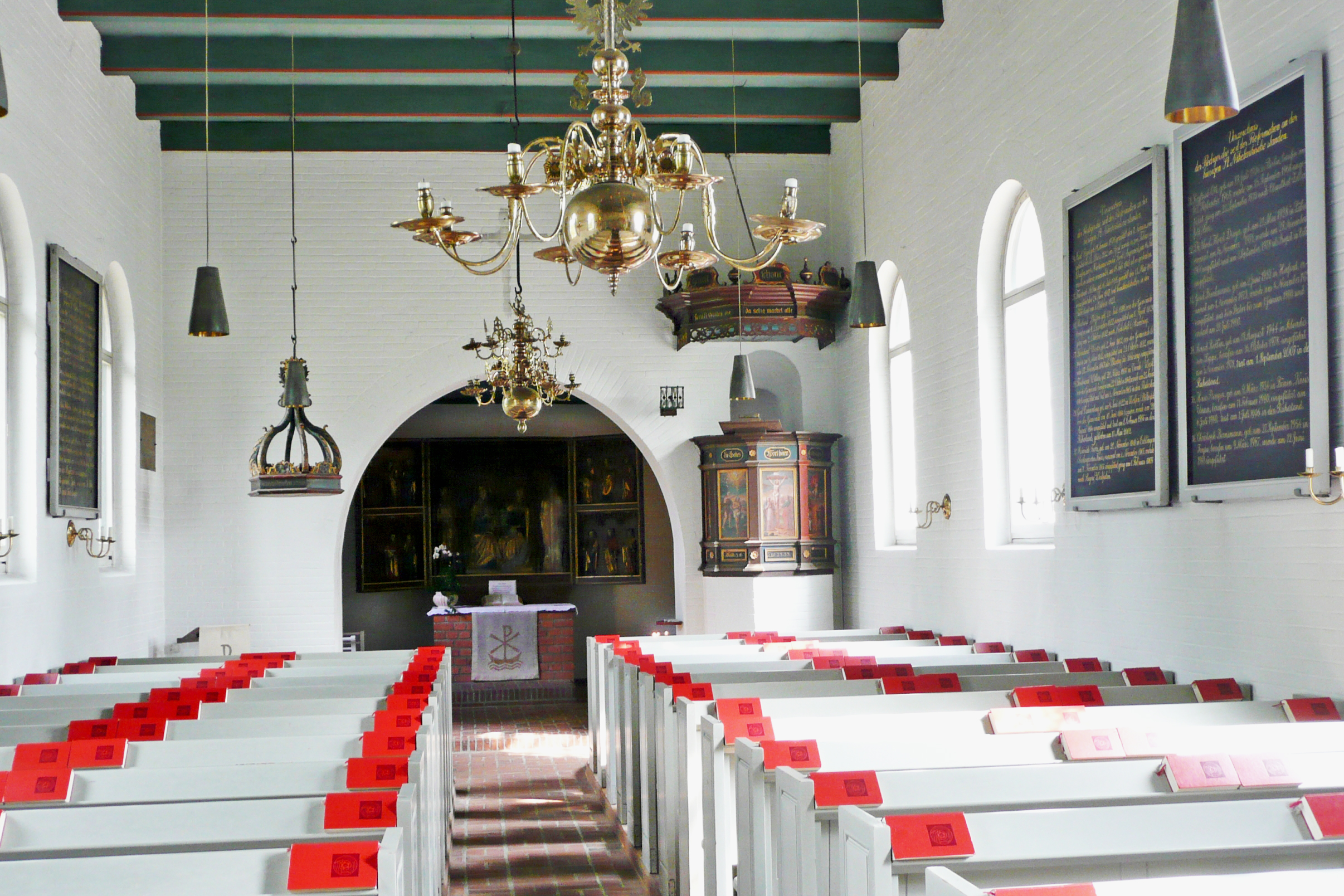
Interieur

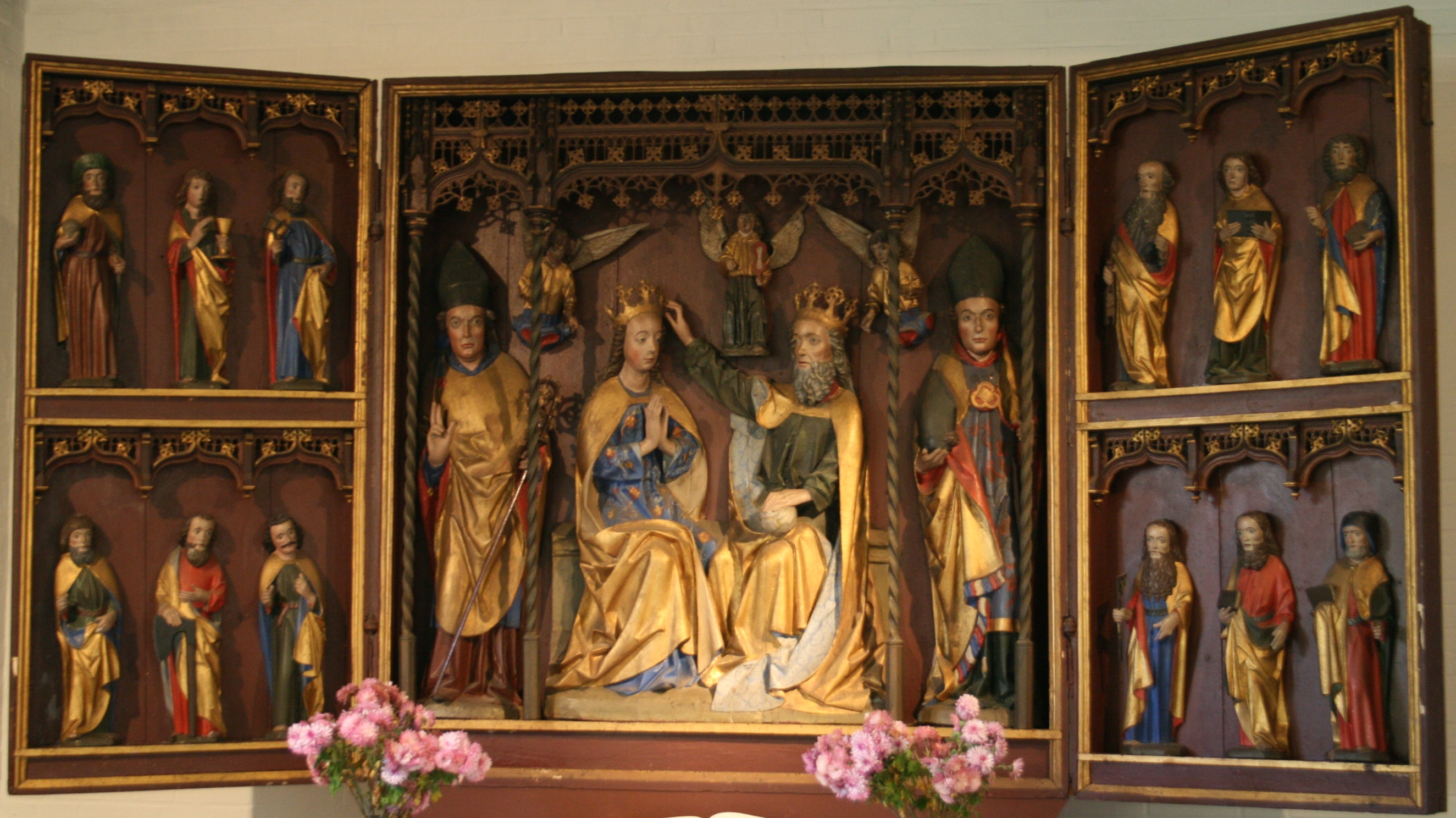
De drievleugelige laatgotische altaar

De Sint-Nielskerk herbergt een aantal waardevolle kunstwerken. Het kruis boven de boog naar de apsis dateert uit de 13e of 14e eeuw en is het oudste voorwerp van de kerk. Het corpus is van latere datum en stamt waarschijnlijk uit de tweede helft van de 15e eeuw.
Het drievleugelige laatgotische altaar toont in de centrale schrijn het houtgesneden reliëf van de Kroning van Maria. Maria wordt door twee bisschoppen geflankeerd, links van haar staat Nicolaas of Severinus, rechts van haar Dionysius. In de zijvleugels van het altaar bevinden zich de apostelen. De centrale schrijn werd om religieuze redenen in de 19e eeuw verwijderd. De te katholiek bevonden voorstelling van de Kroning van Maria werd vervangen door een olieverfschilderij van Minna van Doetinchem de Rande, waarop een over het water lopende Christus en een zinkende Petrus werden afgebeeld. In 1925 werd keerde de Maria-Kroning weer op de oorspronkelijk plek in het altaar terug.
De veertienarmige kroonluchter is met een adelaar gekroond en stamt uit 1682. De achtarmige messing kroonluchter is waarschijnlijk ouder.

## Orgel
In 1875 bouwde Marcussen & Søn een orgel voor de kerk. Een nieuw orgel met 14 registers en twee klavieren werd gebouwd in 1965-1966 door de orgelbouwer Kemper & Zoon uit Lübeck, waarbij de oude pijpen opnieuw werden toegepast. In 1987 werd dit orgel gerenoveerd door de firma Neuthor uit Kiel.